# جيبارا
جيبارا  (بالإندونيسية: Jepara)‏ هي مدينة تقع في منطقة وصاية جيبارا في مقاطعة جاوة الوسطى في إندونيسيا. يقدر عدد سكانها 167.67 كم2 وترتفع عن سطح البحر 768 متر.

## أعلام
- كارتيني
- نور هادي